# Point culminant

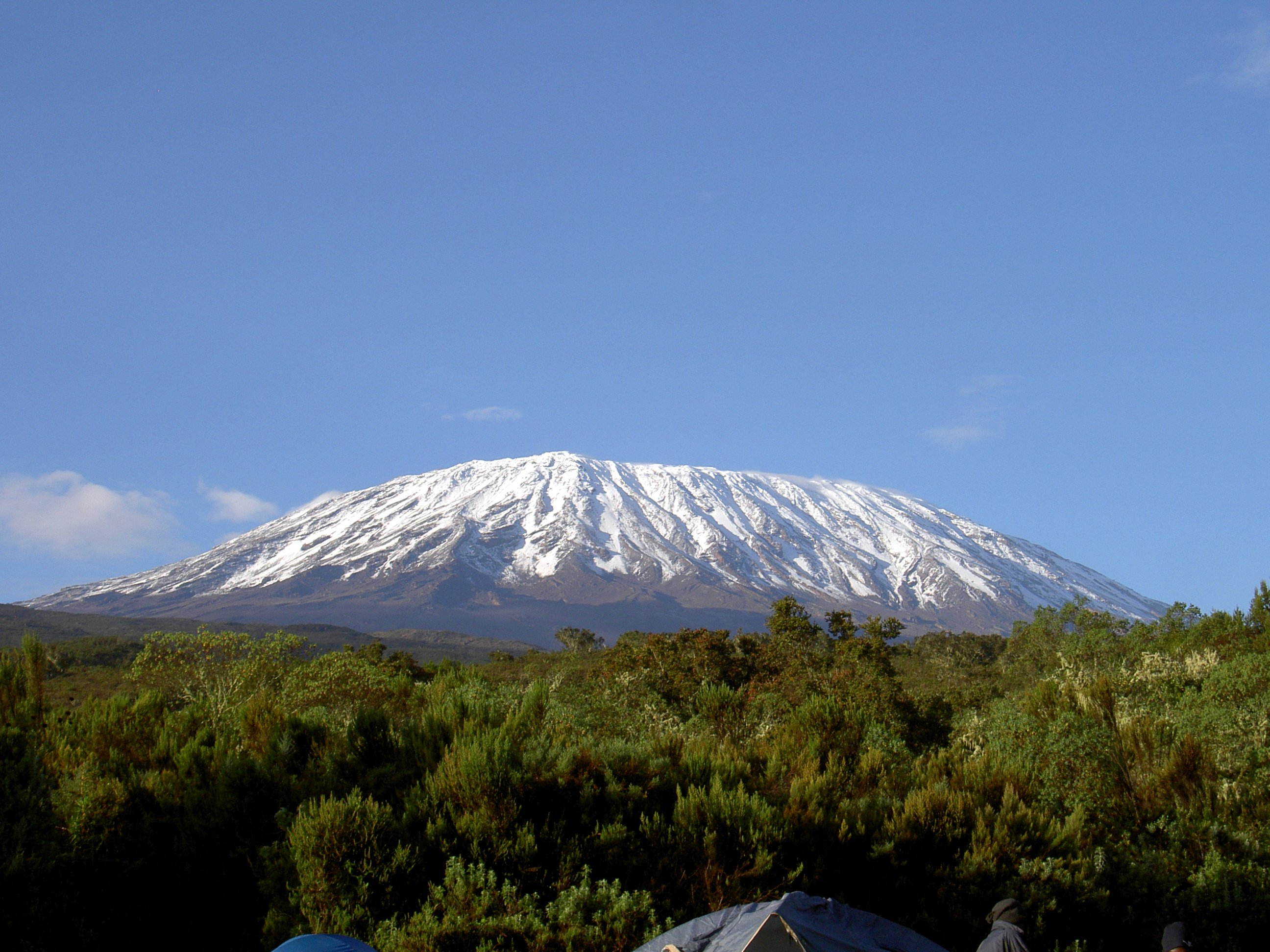
Le Kilimandjaro, point culminant de l'Afrique, de la vallée du Grand Rift et de la Tanzanie.

Un point culminant ou plus haut sommet est un endroit de la surface terrestre dont l'altitude est la plus élevée selon une zone géographique (continent, île, massif) ou une entité administrative (pays, État, département, comté) donnée. Le point culminant de la Terre est l'Everest avec 8 849 mètres d'altitude.

## Détermination
La détermination du point culminant n'est parfois pas aisée, notamment dans les régions dont l'altitude est peu marquée. C'est notamment le cas des pays composés d'atolls comme les Maldives ou les Tuvalu dont le point culminant ne dépasse pas quelques mètres d'altitude, ne comporte aucun toponyme et dont la position n'est parfois pas connue avec précision.

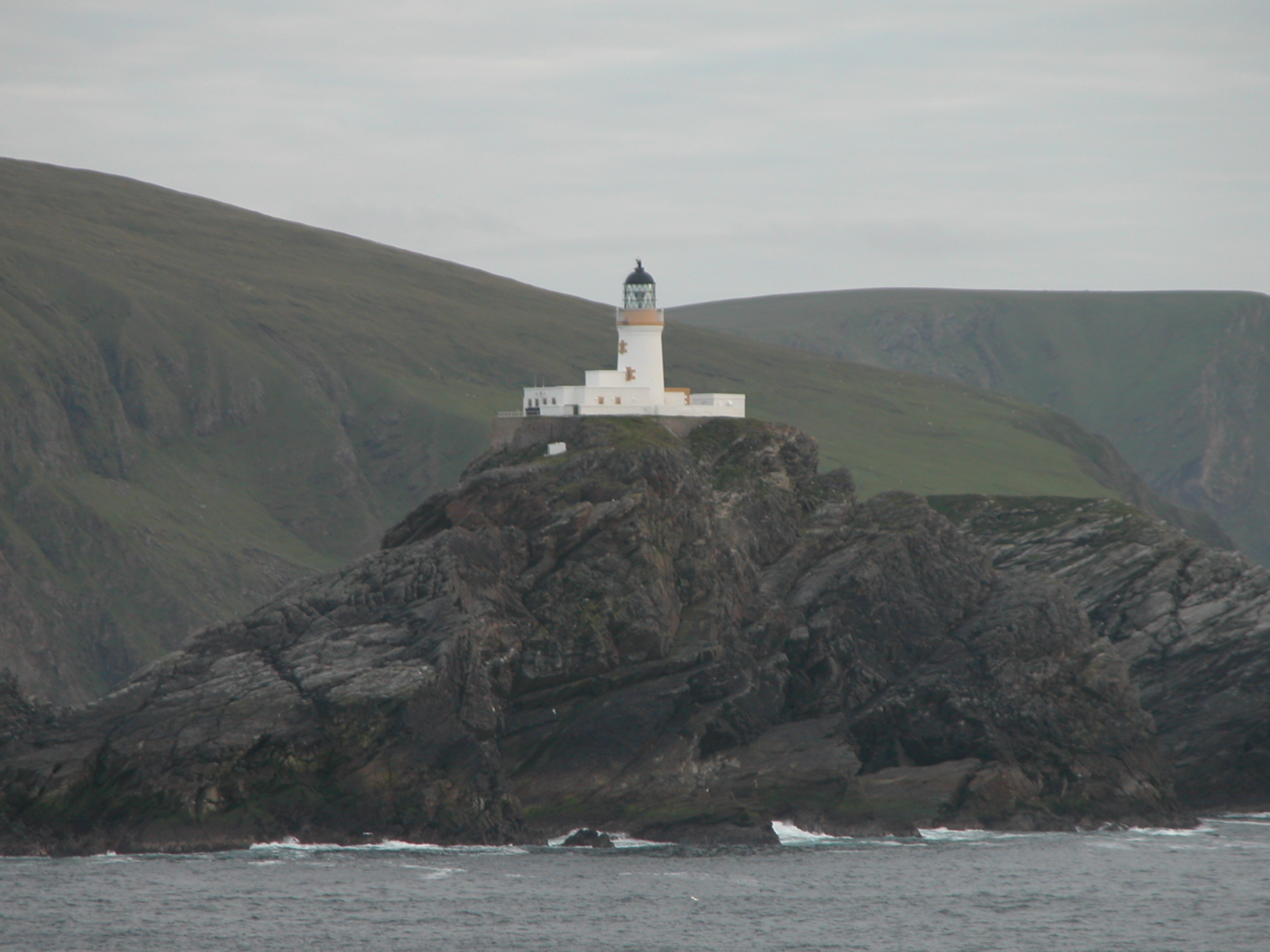
Vue de Muckle Flugga, petite île d'Écosse dont le point culminant est occupé par un phare.

Le plus haut sommet d'un territoire est souvent le lieu propice à l'implantation d'une construction comme une antenne-relais, une tour d'observation, un cairn ou une borne géodésique, une croix, un phare dans le cas d'une île, etc. L'altitude officielle ne s'en trouve cependant pas modifiée en règle générale. Le signal de Botrange, point culminant de la Belgique et des Ardennes, comporte ainsi un observatoire météorologique composé notamment d'une tour surmontée d'une antenne à son sommet. La petite île écossaise de Muckle Flugga comporte un phare à son sommet.
Certains points culminants peuvent être déchus de leur titre selon que leur altitude est revue à la baisse ou que celle d'un autre sommet est revue à la hausse. Cette réévaluation de l'altitude peut être liée à une meilleure précision de calcul ou à une modification de la topographie du sommet de la montagne comme dans le cas d'une éruption volcanique, d'un glissement de terrain lié à l'érosion ou de la fonte d'un glacier. Ce cas de figure s'est produit pour le Nga Pulu dont un recalcul de son altitude lié à une fonte des glaciers le recouvrant lui fait perdre vers le milieu du XXe siècle son titre de point culminant de la Nouvelle-Guinée, de l'Indonésie et de l'Océanie au profit du Puncak Jaya voisin. Dans le cas du crêt de la Neige, point culminant du massif du Jura, le recalcul de son altitude a permis de le distinguer du Reculet avec qui il partageait la même altitude.

## Enjeux

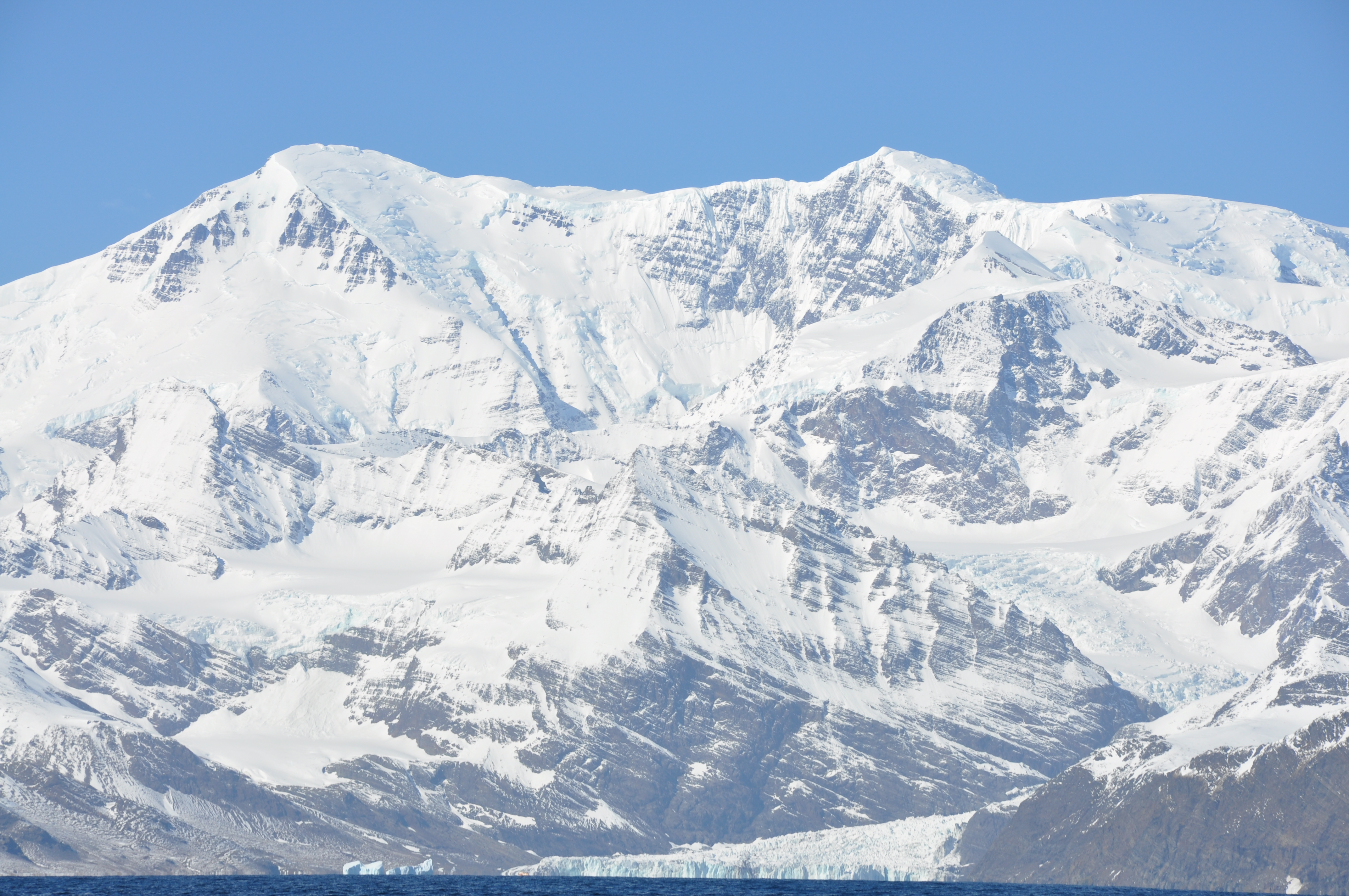
Le mont Paget, point culminant du Royaume-Uni mais situé en Géorgie du Sud-et-les Îles Sandwich du Sud, dans le sud de l'océan Atlantique.

Les points culminants font parfois l'objet de revendications nationalistes entre différents pays, à l'image de la possession du sommet du mont Blanc entre la France et l'Italie.
Des revendications territoriales entre différents États peuvent mettre en jeu leur point culminant comme c'est le cas entre le Kosovo et la Serbie. Ainsi, le point culminant du Kosovo, le Djeravica, est plus élevé que le point culminant de la Serbie hors Kosovo, le Midžor.
Certains pays possédant une métropole et des territoires d'outre-mer ou des régions excentrées se trouvent dans le cas de figure où le point culminant de l'intégralité du pays se situe dans un de ces territoires. Moins connu car situé parfois dans des régions inhabitées, ce plus haut sommet peut alors être occulté par le point culminant du territoire métropolitain. C'est le cas du Royaume-Uni où le Ben Nevis en Écosse est moins élevé que le mont Paget en Géorgie du Sud-et-les Îles Sandwich du Sud, de l'Australie avec le mont Kosciuszko en Nouvelle-Galles du Sud et le pic Mawson dans les îles Heard-et-MacDonald ou encore de l'Espagne avec le Mulhacén en Andalousie et le Teide dans les îles Canaries.